# Universität Santiago de Compostela

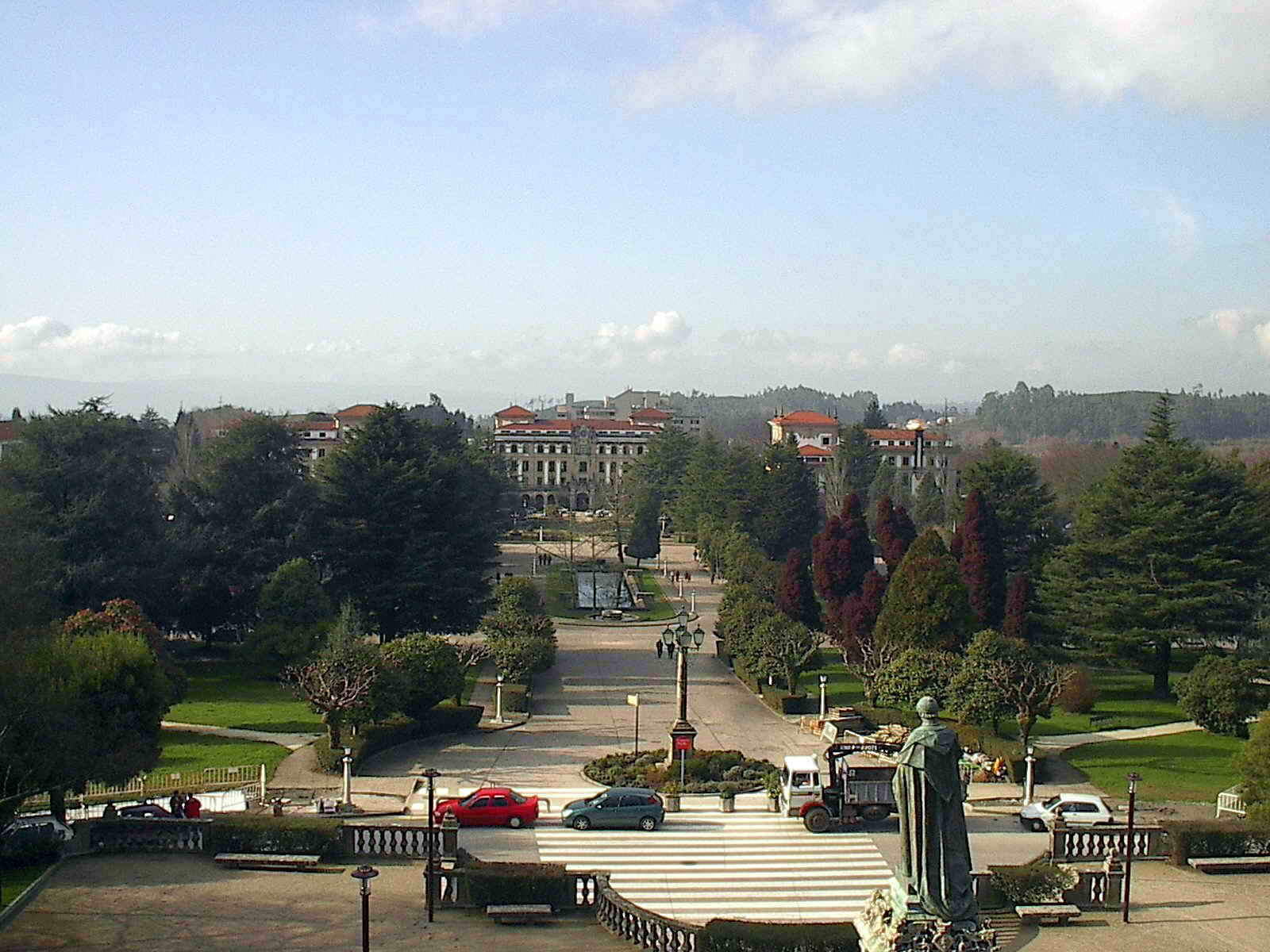

Die Universität Santiago de Compostela (galicisch: Universidade de Santiago de Compostela; spanisch: Universidad de Santiago de Compostela) – kurz USC – ist eine 1495 von Don Lope Gómez de Marzoa gegründete staatliche Universität in der galicischen Stadt Santiago de Compostela sowie einem weiteren Standort in der Stadt Lugo – beide im Nordwesten Spaniens.
In den über 80 Gebäuden, die zur USC gehören und die auf die beiden Standorte verteilt sind, werden rund 70 Studiengänge und 50 Promotionsstudiengänge angeboten.
Die Universität hat rund 45.000 Studenten und 2.200 wissenschaftliche Angestellte. Rektor der Universität ist Juan J. Casares Long. Die offizielle Sprache der Universität ist Galicisch, das als Unterrichtssprache in durchschnittlich 20 % der Lehrveranstaltungen benutzt wird.
Seit 2023 ist die Universität Mitglied der Spanish Open Hardware Alliance (SOHA) und beteiligt sich als solche unter anderem am RISC-V-Projekt.

## Fakultäten
Es gibt 19 Fakultäten:
1. Fakultät für Arbeitswissenschaften
2. Fakultät für Betriebswirtschaft und Verwaltung
3. Fakultät für Biologie
4. Fakultät für Chemie
5. Fakultät für Geographie und Geschichte
6. Fakultät für Ingenieurwissenschaften
7. Fakultät für Kommunikationswissenschaften[4]
8. Fakultät für Krankenpflege
9. Fakultät für Mathematik
10. Fakultät für Medizin und Zahnmedizin
11. Fakultät für Optik und Optometrie
12. Fakultät für Pädagogik
13. Fakultät für Pharmazie
14. Fakultät für Philosophie und Literatur
15. Fakultät für Philologie
16. Fakultät für Physik
17. Fakultät für Politik- und Sozialwissenschaften
18. Fakultät für Psychologie
19. Fakultät für Rechtswissenschaften